# Centrorhynchus magnus
Centrorhynchus magnus är en hakmaskart som beskrevs av Fukui 1929. Centrorhynchus magnus ingår i släktet Centrorhynchus och familjen Centrorhynchidae. Inga underarter finns listade i Catalogue of Life.